# Melissa Darwood

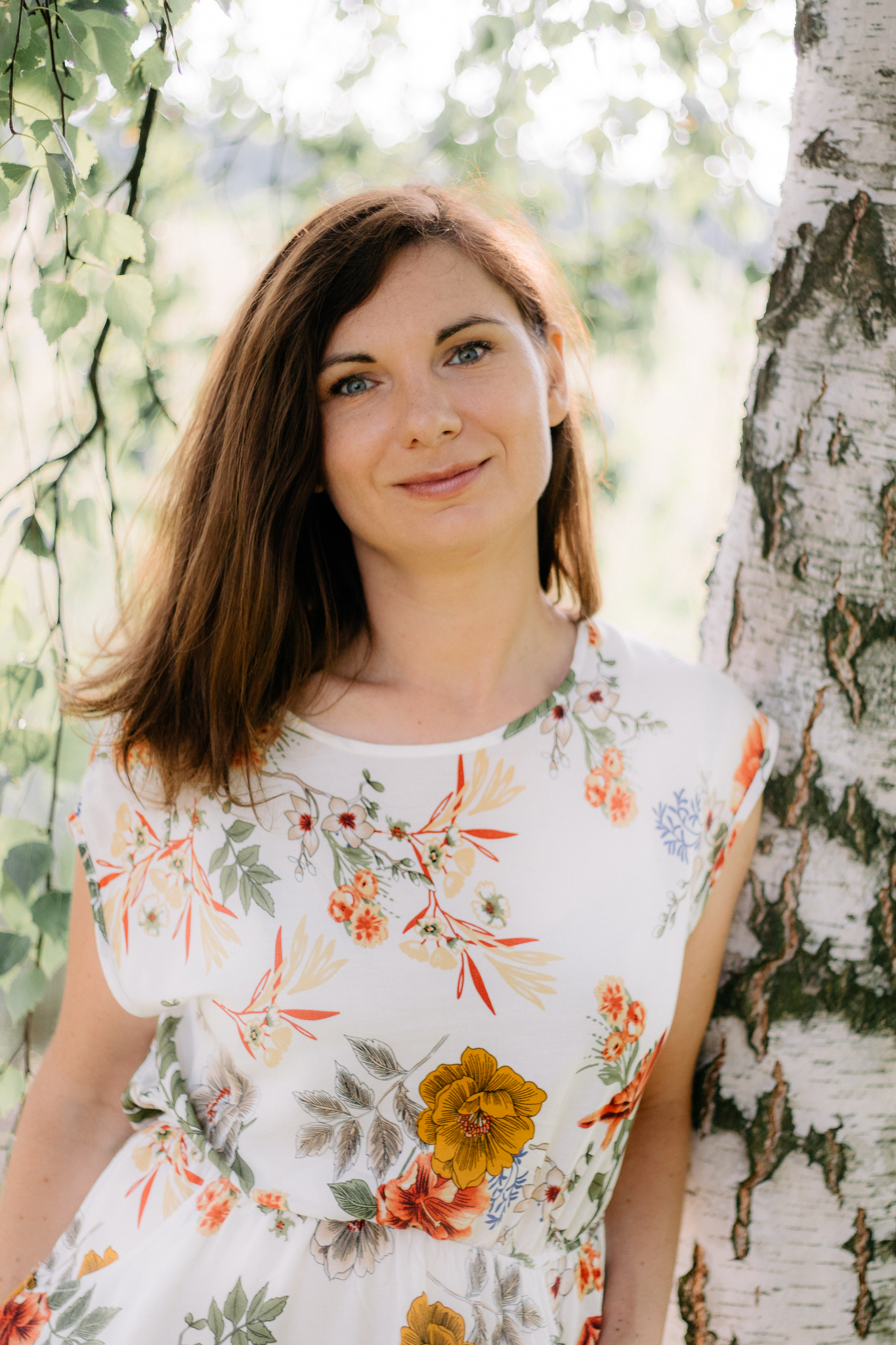

Melissa Darwood (ur. 1 września 1982 w Łodzi) – polska pisarka powieści dla kobiet i młodzieży, pisząca pod pseudonimem literackim.

## Życiorys
Pochodzi z niewielkiej, leśnej miejscowości w środkowej Polsce. Jest absolwentką IX Liceum Ogólnokształcącego w Łodzi. Obroniła magisterium z Zarządzania i Marketingu Uniwersytetu Łódzkiego oraz Pedagogiki Uniwersytetu Jana Kochanowskiego. Jej debiutancka powieść Larista została wydana w 2013 r. W 2016 ukazała się kolejna książka Pryncypium. Współpracowała m.in. z wydawnictwami: Zielona Sowa, Wydawnictwo Niezwykłe, Wydawnictwo Filia, Wydawnictwo Kobiece. Od 2017 r. publikuje swoją twórczość na Wattpadzie. W 2020 roku założyła własne wydawnictwo pod nazwą Melissa Darwood.

## Nagrody i nominacje
Książka Mój szef. Mój AS 2 i pół wygrała w plebiscycie Best Audio Empik Go 2023 w kategorii Najlepszy audiobook: Namiętne historie.
Książka Mój szef. Mój AS wygrała w plebiscycie Best Audio Empik Go 2022 w kategorii Najlepszy audiobook: Namiętne historie.
Książka Tryjon, wydana przez Wydawnictwo Sine Qua Non została nominowana w plebiscycie Książka Roku 2018 serwisu Lubimyczytać.pl w kategorii Fantastyka młodzieżowa.
Książka Larista wygrała w plebiscycie na najlepszy debiut roku 2013 na portalu paranormalbooks.

## Twórczość
Seria Mój szef
- Mój szef (2020) ISBN 978-83-956816-2-2
- Mój szef. Mój AS (2021) ISBN 978-83-956816-6-0
- Mój szef. Mój AS 2 i pół (2022) ISBN 978-83-963149-0-1

Seria (Nie)zdobyta
- (Nie)zdobyta, tom 1 (2019) ISBN 978-83-8178-177-0
- (Nie)zdobyta, tom 2 (2020) ISBN 978-83-956816-0-8
- Niezdobyta. Tom 1 i 2 - wersja wznowiona i uzupełniona (2022) ISBN 978-83-956816-9-1

Seria Gordian
- Gordian. Grzech (2019) ISBN 978-83-7889-835-1
- Gordian. Kara (2019) ISBN 978-83-8178-090-2
- Gordian. Grzech i Kara - wersja wznowiona (2023) ISBN 978-83-963149-9-4

Seria Wysłannicy
- Larista (2013) ISBN 978-83-7895-323-4

- Larista – wersja wznowiona i uzupełniona (2018) ISBN 978-83-66074-09-5
- Guerra (2018) ISBN 978-83-66134-01-0
- Cedyno (2019) ISBN 978-83-66234-84-0

Pozostałe powieści jednotomowe
- Pryncypium (2016) ISBN 978-83-7995-086-7
- Luonto (2017) ISBN 978-83-8075-233-7
- Tryjon (2018) ISBN 978-83-8129-115-6
- Schizis (2020) ISBN 978-83-8008-733-0
- SurvivaLove starcia (2023) ISBN 978-83-966671-1-3
- Deweloper (2024) ISBN 978-83-971455-3-5

Opowiadania
- Jesteś serca biciem (w zbiorze opowiadań Rozpalone zmysły, 2021) ISBN 978-83-8219-158-5